# Don Carlos Buell
Don Carlos Buell (Lowell, 23 marzo 1818 – Rockport, 19 novembre 1898) è stato un generale statunitense.
Ufficiale d'esercito, combatté nella guerra seminole, nella guerra messico-statunitense e nella guerra civile americana. Buell guidò le armate dell'Unione nella battaglia di Shiloh e nella battaglia di Perryville. La sconfitta degli unionisti in quell'ultimo scontro gli attirò le ire di molti. Gli storici sono generalmente concordi nell'identificare Buell come generale particolarmente zelante e dotato in materia di logistica, ma troppo cauto e rigido nell'accogliere i cambiamenti ai piani di guerra. Tolto dal comando sul campo nel 1862, non ebbe ulteriori ruoli di peso per il resto della guerra.

## Biografia

### Primi anni e l'educazione
Don Carlos Buell nacque a Lowell, nell'Ohio, figlio primogenito di Salomon e di Elizabeth Buell. Era primo cugino di George P. Buell, anch'egli generale unionista. Il padre di Buell morì quando lui aveva appena otto anni, e venne cresciuto da suo zio. Da bambino, Buell aveva difficoltà a farsi degli amici per la sua personalità introversa della quale in molti si prendevano gioco, ma dopo aver vinto un conflitto con un conoscente che lo angariava comprese come la disciplina e la determinazione potessero vincere ogni ostacolo. Lo zio di Buell lo inviò alla scuola presbiteriana locale dove apprese non solo l'autocontrollo e la disciplina, ma anche le nozioni basilari del patriottismo e della religione.
Lo zio George Buell ottenne che suo nipote potesse iscriversi all'accademia militare di West Point, dove malgrado l'ottimo rendimento accumulò una serie di demeriti e problemi disciplinari che lo portarono a diplomarsi nel 1841 come 32° su una classe d 52 alunni del suo corso. Dopo il diploma, col grado di sottotenente del 3º reggimento di fanteria, venne coinvolto nella guerra seminole in Florida, ma non sparò un sol colpo. Dopo che il 3º fanteria venne trasferito nell'Illinois, Buell si trovò davanti alla corte marziale per aver picchiato un uomo con l'elsa della sua spada, ma il tribunale militare lo sollevò dalle accuse riconducendo il fatto alla guerra. Il verdetto fu ampiamente discusso e persino il generale Winfield Scott ebbe a ritenere che Buell dovesse comunque essere punito per le sue azioni, ma la corte non ritrattò il caso.
Nel corso della guerra messico-statunitense, prestò servizio sia sotto Zachary Taylor che sotto Winfield Scott. Si distinse per coraggio tre volte e venne ferito a Churubusco. Tra le due guerre servì come aiutante generale in California, raggiungendo il grado di capitano nel 1851 e quello di tenente colonnello con l'inizio della guerra civile.

### La guerra civile americana

#### Incarichi iniziali
All'inizio della guerra civile americana, Buell cercò di avere qualche incarico di rilievo ma non ci riuscì, al contrario del suo amico George McClellan. Buell venne inviato in California. Dopo la sconfitta degli unionisti a Bull Run, McClellan lo convocò ad est e lo promosse generale di brigata del corpo dei volontari il 17 maggio 1861. Buell ricevette l'offerta di un comando nel Kentucky, ma rimase invece a Washington per aiutare l'organizzazione della nascente Armata del Potomac e venne nominato comandante di divisione. A novembre di quell'anno, McClellan succedette a Winfield Scott come comandante in capo dell'esercito e decise di porre Buell ad ovest, dividendo il teatro della trans-Appalachia tra lui ed il maggiore generale Henry Halleck. Nel novembre del 1861 Buell succedette al generale di brigata William Sherman al comando della piazzaforte di Louisville, come comandante della nuova Armata dell'Ohio, all'epoca ben poco disciplinata, e immediatamente si mise al lavoro con le reclute. Anche se l'amministrazione Lincoln fece pressione su Buell affinché il generale occupasse il Tennessee orientale, area di sentimenti fortemente unionisti, Buell procedette lentamente, indispettendo anche McClellan. Buell addusse come scusante il fatto di non potersi servire come avrebbe voluto della ferrovia che in quella parte del paese era all'epoca poco sviluppata, e che il far viaggiare un vagone di rifornimenti per l'esercito senza scorta armata lo avrebbe reso troppo vulnerabile nei confronti dei Confederati. Al contrario, propose di coordinare gli sforzi con Halleck e di tagliare la ritirata alle truppe a Nashville. Halleck riluttante accettò comunque il piano. La città cadde nelle mani dell'armata dell'Ohio il 25 febbraio 1862, ma le relazioni tra Halleck e Buell divennero sempre più tese. In quello stesso mese Andrew Johnson divenne governatore del Tennessee ed ebbe a lamentarsi con Buell per non essere riuscito a liberare la parte orientale dello Stato. Il 21 marzo Buell venne promosso maggiore generale dei volontari, ma Halleck divenne nel contempo suo comandante dipartimentale.

#### Shiloh

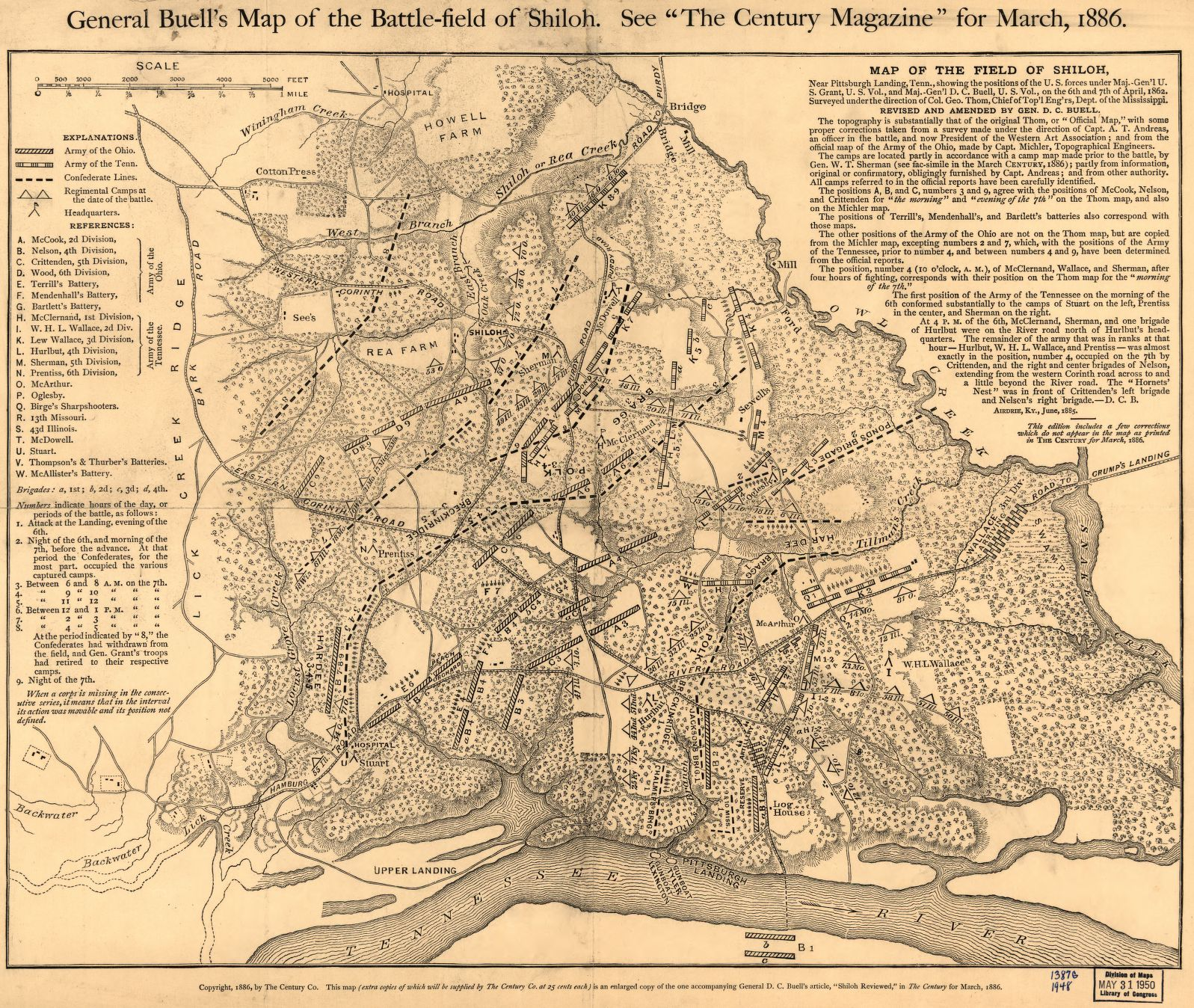
Dopo la guerra Buell disegnò e pubblicò una mappa completa della battaglia di Shiloh.

All'inizio di aprile Buell ricevette l'ordine di rinforzare l'Armata del Tennessee guidata da Grant, accampata a Pittsburg Landing nei pressi del fiume Tennessee. La mattina del 6 aprile i confederati lanciarono un attacco a sorpresa contro gli uomini di Grant, dando inizio ad una delle più grandi e sanguinose battaglie dell'intera guerra civile americana. L'armata dell'Ohio giunse il giorno seguente e le forze combinate dell'Unione riuscirono a respingere i confederati. Sebbene Bell fosse il più giovane di nomina tra i due generali presenti sul campo, insistette nell'agire indipendentemente e non ne volle sapere di accettare gli ordini di Grant. Buell si considerava il vincitore della battaglia di Shiloh e denigrò i contributi di Grant all'operazione, scrivendo dopo la guerra di non aver "rilevato alcuna influenza che avesse mutato le sorti di quel giorno." Gli storici contemporanei come Larry Daniels e Kenneth W. Noe considerarono il fatto che Grant avesse cercato di salvarsi a conclusione del primo giorno della battaglia e che questo avesse acuito i già tesi rapporti tra lui e Buell, influendo sulla condotta della battaglia del giorno successivo. I comandanti operarono quindi in maniera quasi indipendente l'uno dall'altro e Buell "diede prova di essere lento ed esitante".
Dopo Shiloh, il governatore Johnson obbiettò ai piani di Buell di ritirare la guarnigione di Nashville in quanto la città aveva forti simpatie confederate. Ma Halleck si schierò con Buell ed insistette nel far convogliare tutte le truppe disponibili all'assalto di Corinth. Henry Halleck giunse di persona per comandare le armate di Grant e di Buell. Le forze combinate dall'Unione si attestavano attorno ai 100 000 uomini, tanti da rallentare l'inseguimento dell'Armata del Mississippi del generale Beauregard che infatti riuscì a ripiegare verso nord. Malgrado il vantaggio numerico di due a uno, Halleck si muoveva lentamente ma Buell era più lento di lui coi suoi uomini. Durante la marcia verso Corinth, Buell fece diverse pause per riparare le linee ferroviarie locali. Portò inoltre il colonnello John Turchin davanti alla corte marziale per aver permesso ai suoi uomini di razziare le abitazioni dell'area. Quest'azione si dimostrò fortemente impopolare, al punto che il presidente Lincoln dovette personalmente ribaltare il verdetto, promuovendo Turchin al rango di generale di brigata.
L'assedio di Corinth si concluse quando i confederati abbandonarono la città il 25 maggio. Successivamente, Halleck divise le due armate ed inviò Buell ad est per catturare Chattanooga mentre Grant rimase nell'area di Corinth. A luglio Halleck venne richiamato a Washington per rimpiazzare George McClellan come comandante in capo dell'esercito unionista, e le due armate ritornarono a tutti gli effetti ad operare indipendentemente l'una dall'altra. L'avanzata di Buell verso Chattanooga fu ancora una volta lenta, con tante soste. Quando la cavalleria del generale Nathan Bedford Forrest saccheggiò le linee di rifornimento dell'armata dell'Ohio, Buell non riuscì a catturare Chattanooga. Nell'estate del 1862 la situazione nell'area era in fase di stallo. Il 17 luglio, Buell venne promosso colonnello dell'esercito regolare.
I soldati, in una situazione di blocco, annoiati, si dedicarono al saccheggio delle campagne. Queste infrazioni vennero duramente punite da Buell ed anche per questo a metà agosto, il morale delle truppe era ormai quasi collassato. Malgrado le proteste del Dipartimento di Guerra nel voler accelerare le mosse dell'esercito, Buell insistette di non poter proseguire nella cattura di Chattanooga.
Grant, malgrado la rivalità dai tempi della battaglia di Shiloh, così descrisse Buell nelle sue memorie:

#### Il Kentucky
Nel settembre di quello stesso anno le armate confederate al comando di Edmund Kirby Smith e di Braxton Bragg invasero il Kentucky e Buell venne costretto allo scontro. Buell disse a Halleck di aver pianificato di marciare su Louisville, ma Halleck, già scontento della lentezza dei movimenti del collega nell'operazione del Tennessee, replicò a Buell che non gli interessava cosa avrebbe fatto, purché avesse fatto in modo di opporsi al nemico. La campagna nel Kentucky diede nuova energia ai soldati demoralizzati di Buell. Louisville venne occupata dall'armata dell'Ohio il 25 settembre, ma malgrado la vicinanza dell'armata di Bragg a Munfordville, Buell si convinse che il nemico era di molto superiore ai suoi uomini e di conseguenza si rifiutò di inseguire Bragg. Un singolo gruppo di soldati di Buell venne attaccato da Bragg nella battaglia di Perryville l'8 ottobre 1862, mentre Buell, a un paio di miglia di distanza, non fece nulla per intervenire e sconfiggere l'esercito nemico che attaccava. Buell venne consigliato dai suoi ufficiali di attaccare il giorno successivo, ma egli rifiutò dal momento che, disse, non era a conoscenza del numero esatto dei soldati confederati davanti ai quali i suoi uomini avrebbero dovuto combattere. La mattina seguente, Bragg ordinò la ritirata dal campo. Lo scontro di Perryville fu tatticamente uno scontro non decisivo, ma fermò l'invasione confederata del Kentucky e costrinse i sudisti alla ritirata nel Tennessee.
Anche se la battaglia si concluse con la vittoria dell'Unione sul campo, i confederati erano riusciti a Perryville a sfuggire ancora una volta in uno scontro con un esercito ben più grande del loro (60 000 unionisti contro 16 000 confederati). Diversi ufficiali al seguito di Buell iniziarono a dubitare della sua lealtà alla causa unionista, anche perché era uno dei pochi generali unionisti ad aver regolarmente detenuto degli schiavi prima dell'inizio della guerra. Un ufficiale d'artiglieria dell'Indiana scrisse a tal proposito: "Dopo Perryville, mi convinsi sempre più che la scelta di rimuovere Buell dal comando dell'Armata dell'Ohio fosse stata la scelta migliore." Quando il presidente Lincoln chiese l'immediato inseguimento di Bragg, e Buell ebbe l'ordine di dirigersi subito a sud da Perryville nel Tennessee orientale, questi obiettò che dall'analisi del terreno aveva riscontrato un cammino privo di strade, con un territorio perlopiù boscoso che consentiva difficili manovre sul campo. Pertanto Buell suggerì che l'unica cosa da fare fosse portarsi a Nashville ad ovest e poi di attraversare il Tennessee a Chattanooga. Halleck replicò a Buell: "Il presidente non comprende come mai non possiamo inseguire la marcia dei nemici, [...] a meno che non vi siano dei difetti nei nostri soldati o nei nostri generali."
Il 24 ottobre Buell venne tolto dal comando dell'Armata dell'Ohio e rimpiazzato dal maggiore generale William Rosecrans. Venne indetta una commissione militare per investigare la condotta di Buell nel corso della guerra dopo Perryville, ma questa non addivenne ad alcuna conclusione tangibile, dal momento che l'unica cosa che si potesse imputare a Buell era la prudenza. Dopo il suo licenziamento dal comando venne assegnato alla piazzaforte di Indianapolis in attesa di futuri incarichi che però non vennero. Quando Grant venne nominato comandante in capo dell'esercito americano nel marzo del 1864 offrì a Buell la possibilità di nuovi incarichi ma questi si rifiutò di servire sia sotto Sherman che sotto George Thomas dal momento che riteneva che il suo rango fosse di nomina primaria rispetto ai loro. Nelle sue memorie, Grant definì questo atto come "la peggior scusa che un soldato può scegliere per declinare un servizio". Il 23 maggio Buell tornò nell'esercito regolare col grado di colonnello. Incapace di tollerare questa situazione e demotivato per la mancata assegnazione del grado superiore, lasciò l'esercito il 1º giugno di quello stesso anno.

### Ultimi anni e morte
Dopo la guerra Buell visse in Indiana e poi nel Kentucky, operando nell'industria del ferro e del carbone come presidente della Green River Iron Company. Continuò però ad essere oggetto di critiche per la sua condotta nel corso della guerra. Anche se Buell non scrisse memorie di guerra, produsse una serie di articoli di giornale nei quali difendeva il suo operato e criticava l'atteggiamento di Grant, in particolare per gli eventi di Shiloh, dove Buell si riteneva essere l'eroe del giorno. La morte della moglie nel 1881 fu un duro colpo per lui e passò gli ultimi anni in povertà e malattia. Si spense, ormai invalido, il 19 novembre 1898, e venne sepolto nel Bellefontaine Cemetery a Saint Louis.

## Eredità
Buell si guadagnò il soprannome di "McClellan del West" per il suo approccio cauto ed il desiderio di una guerra limitata senza coinvolgimenti nella vita civile e senza interferenze col mondo dello schiavismo. Pur opponendosi strenuamente alla secessione, fu in grado di riconciliarsi con l'amministrazione del presidente Lincoln. La moglie di Buell era stata schiavista prima della guerra, per quanto li avesse liberati tutti poco dopo l'attacco confederato a Fort Sumter. Buell non aveva animosità personali contro lo schiavismo o il modo di condurre la vita e gli affari da parte dei sudisti. La sua dura disciplina e la sua personale incapacità di relazionarsi coi suoi uomini furono tra i fattori che contribuirono alla sua caduta.
Le sue carte personali, le sue mappe, la sua corrispondenza, l'uniforme, il diploma di West Point ed altri suoi oggetti personali si trovano oggi presso l'Università di Notre Dame.